# Simca 6
Der Simca 6 ist eine Weiterentwicklung des französisch-italienischen Kleinwagens Simca 5, den Fiat entworfen hat und den Simca von 1948 bis 1950 gebaut hat (Fiat als Topolino C bis 1955).

## Geschichte
Kurz nach dem Zweiten Weltkrieg stellte Fiat den Topolino B vor. Während die Modelle Simca 5 und Fiat Topolino A sich einander weitgehend entsprechen, bewies das Konstruktionsbüro von Simca in Nanterre zum ersten Mal in seiner Geschichte seine Unabhängigkeit vom Fiat-Mutterhaus in Turin bei der Konstruktion des Simca 6. Das italienische Mutterhaus hatte im März 1948 zum Genfer Auto-Salon die Version B seines berühmten Topolino herausgebracht. Es gab keine großen Änderungen gegenüber der Version A; man wollte den Publikumsgeschmack prüfen, bevor man dieses bekannte Modell ersetzte.
Der Simca 6 wurde direkt vom Simca 5 abgeleitet und nahm die Charakteristiken des künftigen Fiat Topolino C vorweg, der vorsorglich zurückgehalten wurde. Die Änderungen waren:
- eine vorsichtig „amerikanisierte“ Fahrzeugfront mit vergrößertem, aber niedrigeren Kühlergrill und in die vorderen Kotflügel integrierte Scheinwerfer, wie etwa beim Peugeot 203 oder beim Renault 4CV
- ein verlängertes Fahrzeugheck mit einem kleinen Kofferraum, der nur von innen zugänglich war und den das Reserverad fast ganz einnahm
- ein Motor (den des Fiat 500 Topolino B), dessen Leistung bei gleichem Hubraum von 569 cm³ nun statt 8,8 kW (12 PS) 12 kW (16,5 PS) betrug und dessen Ventile nun im Zylinderkopf hingen und von einer seitlichen Nockenwelle betätigt wurden
- zwei Karosserieversionen: zweisitzige Cabriolimousine oder kleiner Kombi mit 250 kg Tragfähigkeit.

## 5-Liter-Test
Mit 5 Litern Benzin kam der Simca 6 exakt 108,052 km weit, was einem mittleren Benzinverbrauch von 4,62 l / 100 km entspricht.

## Sehr kurze Karriere
Der im Oktober 1947 auf dem Pariser Autosalon der Öffentlichkeit vorgestellte Simca 6 erhielt im Mai 1948 seine amtliche Bauartzulassung. Die Serienfertigung begann im Sommer 1948 und die ersten Wagen wurden im September 1948 an die Kunden ausgeliefert. Seine Karriere war nur kurz; sie dauerte nur drei Jahre, in denen nur 16.508 Exemplare von beiden Karosserievarianten zusammen hergestellt wurden: 200 Exemplare 1948, etwas mehr als 10.000 Exemplare 1949 und etwas über 5000 Exemplare 1950.
Der Kombi mit 250 kg Zuladung erhielt seine Bauartzulassung 1949 und ersetzte den Kombi des Simca 5.
Die Wagen waren mit den neuen Motoren des Fiat Topolino B mit OHV-Ventilsteuerung ausgestattet, der bei gleichbleibendem Hubraum eine Leistung von 12 kW (16,5 PS) abgab. Er verfügte über ein neues Fahrgestell mit verlängertem Heck, das zwei halbelliptische Blattfederpakete und Räder mit größerem Durchmesser aufnehmen konnte. Die neue Karosserie entsprach dem Zeitgeschmack mit einem Kofferraum, der das Reserverad und den Benzintank aufnahm. Das französische Modell wurde mehr als 17 Monate vor dem italienischen, das „Topolino C“ hieß, präsentiert. Der Topolino C war enorm erfolgreich, wurde zum Genfer Automobilsalon im März 1949 vorgestellt und von 1949 bis 1955 in 376.371 Exemplaren gefertigt.
Dieser kleine Wagen mit nur 2 Sitzplätzen entsprach nicht mehr dem Geschmack der französischen Kundschaft, die den Renault 4CV oder den Citroën 2CV bevorzugte. Die Geschäftsleitung entschied, ihre Kräfte auf die Verjüngung des Simca 8 zum künftigen, moderneren Simca 9 zu konzentrieren. Auf einen neuen Kleinwagen von Simca, das Modell 1000, musste man zehn Jahre warten.